# Патти, Аделина
Аделина Па́тти (итал. Adelina Patti; полное имя Adela Juana Maria Patti; 19 февраля 1843, Мадрид — 27 сентября 1919, Крайг-и-Нос) — оперная певица итальянского происхождения (колоратурное сопрано). Детство и юность провела в США, затем обосновалась в Великобритании. Одна из величайших певиц второй половины XIX века. 

## Биография
Аделина Патти родилась 19 февраля 1843 года в Мадриде. Отец Аделины — сицилиец Сальваторе Патти — тоже был певцом, мать, римлянка Катерина Кьеза, — певицей. Выросла в США, где её родители пели в различных театрах начиная с 1844 года. На её решение стать певицей повлиял концерт Женни Линд, который она посетила с родителями в 9-летнем возрасте; некоторые песни она запомнила наизусть.

На оперной сцене дебютировала в 1859 году в нью-йоркском театре «Музыкальная академия» в роли Лючии ди Ламмермур, но и до этого выступала в концертах (в частности, сопровождала Готшалка в его турне по Кубе).  В 1862 году президент Линкольн пригласил её в Белый дом спеть Home! Sweet Home! и был растроган её исполнением. 

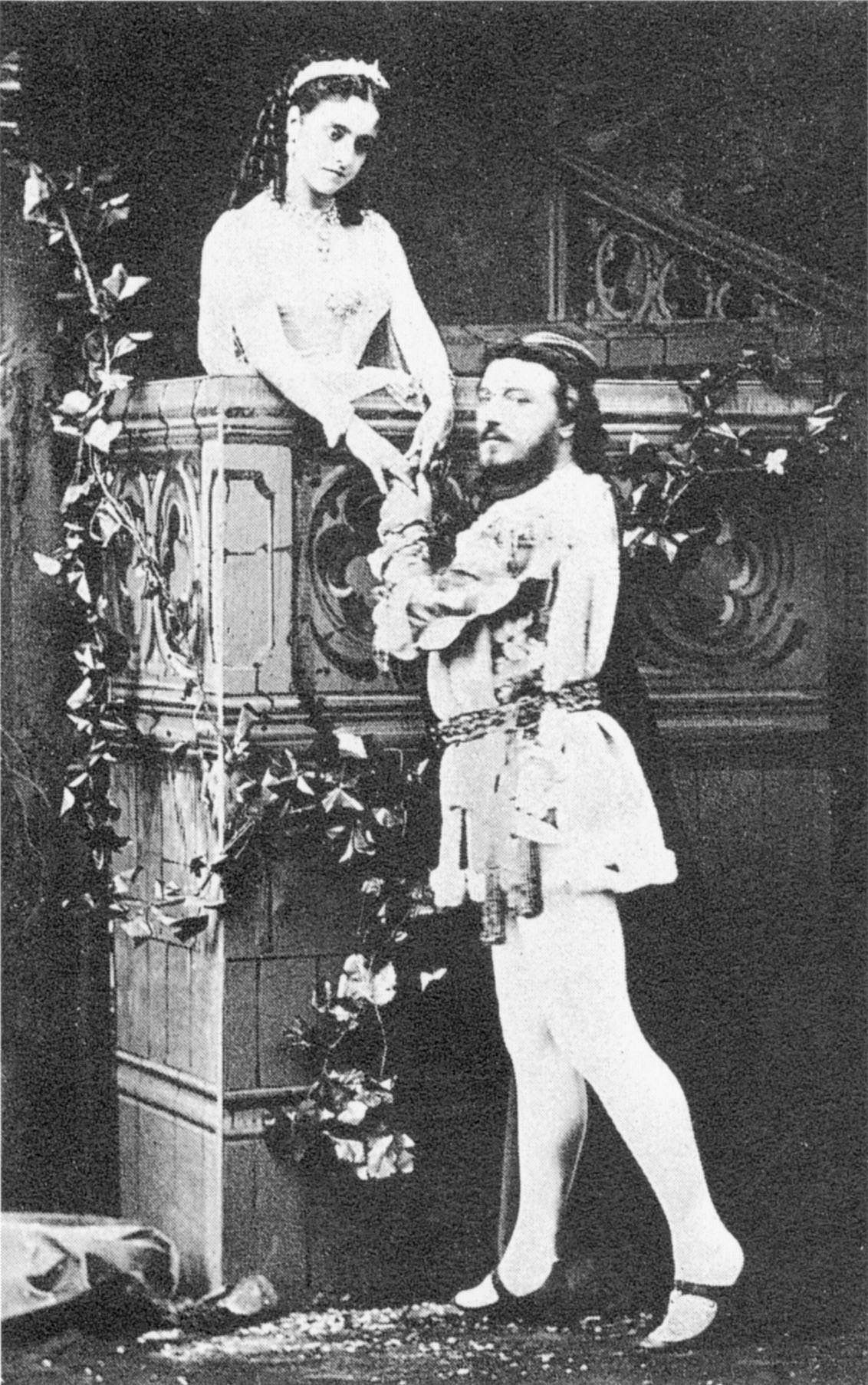
Марио и Патти в ролях Ромео и Джульетты (1867)

Аделина пела во многих странах (часто триумфально), чему немало способствовала расторопность её импресарио и зятя (мужа сестры Амалии) — Мориса Стракоша. Гонорар за один концерт во время её гастролей в США в 1881 году составлял огромную по тем временам сумму (1000 фунтов стерлингов) и всегда вносился авансом. По популярности у публики с ней могла конкурировать только Кристина Нильсон. Патти стала любимой вокалисткой Джузеппе Верди, а на похоронах Россини пела в дуэте с Мариеттой Альбони. Женни Линд считала её наследницей своей короны, заявляя: «В мире только одна Ниагара и только одна Патти».
С 1869 по 1877 годы Патти неоднократно пела в России. Её высоко ценили А. Н. Серов и П. И. Чайковский. О её «скандальных» гастролях в России упоминает Л. Н. Толстой в романе «Анна Каренина». В России приобрела множество знакомых; в частности, до конца жизни поддерживала дружбу с семейством Иловайских. Русский «культ» Патти высмеял М. П. Мусоргский в своём вокальном сочинении «Раёк».
В 1880-е годы гастролировала в сопровождении своего мужа, тенора Николини, с которым часто пела в дуэте. В 1897 году оставила оперную сцену, но продолжала выступать с концертами (в том числе в 1904 г. в Дворянском собрании Санкт-Петербурга). Последнее выступление Патти состоялось в 1914 году в Альберт-холле (Лондон).
После ухода со сцены певица обосновалась в валлийском замке, который она приобрела в местечке Крайг-и-Нос. Увлекаясь бильярдом, она затратила немалые средства на обустройство там фешенебельной бильярдной, а также соорудила миниатюрный театр в подражание Байрейтскому. Умерла в своём имении 27 сентября 1919 года и была похоронена на кладбище Пер-Лашез в Париже.

## Семья
Известностью как певицы пользовались также её сестры — Амалия (1831—1915), драматическое сопрано и меццо-сопрано, и Карлотта Патти (1835—1889), сопрано. Брат певицы Карло Патти (1842—1873) — скрипач и дирижер. От первого брака матери с композитором Барилли у Аделины были три единоутробных брата и сестра — также профессиональные певцы. 
Аделина Патти трижды была в браке:

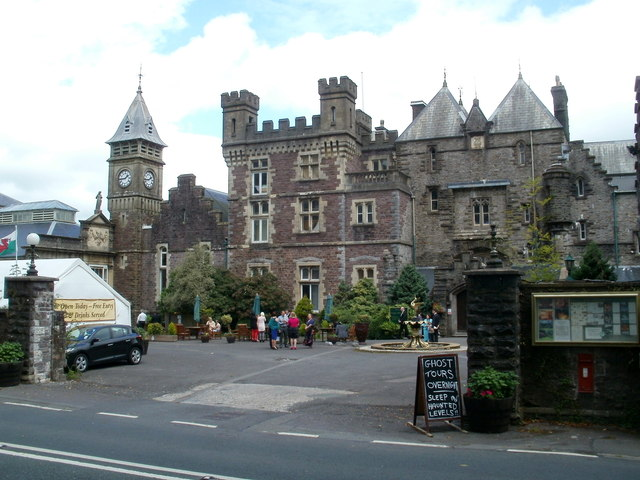
Замок певицы в Уэльсе, где она провела последние годы

- Первый муж (с 1877 по 1885) — Анри де Роже де Каусак, маркиз де Ко (1826—1889). Их развод был довольно скандальным и обсуждаемым в прессе. Маркиз де Ко отсудил у певицы половину состояния.
- Второй муж (с 1886 по 1898) — Эрнесто Николини[англ.] (1834—1898), французский оперный певец-тенор, с которым она познакомилась в России. До момента её развода они открыто сожительствовали, хотя Николини был женатым человеком с детьми.
- Третий муж (с 1899) — шведский барон Рольф Седерстрем (1870—1947) — был на 27 лет моложе жены и строго ограничивал её траты. Унаследовав в итоге значительное состояние Патти, он завещал его своей дочери Брите Ивонн (1924—2020, от последующего брака с Гермионой Феллоуз — двоюродной племянницей Уинстона Черчилля).

У Патти не было детей, но она была близка со своими многочисленными племянницами и племянниками. Среди потомков её братьев / сестёр — названная в её честь актриса Патти Люпон и гранж-барабанщик Скотт Деворс.

## Творчество
Патти обладала тёплым, сверхподвижным голосом кристально чистого, звонкого тембра, виртуозно владела колоратурой, любила импровизировать. Рассказывали, что Россини, аккомпанировавший ей при исполнении каватины Розины (Una voce poco fa) из собственной оперы «Севильский цирюльник», иронизируя по поводу количества привнесённых ею вокальных украшений, спросил её, кто автор этого произведения. 

Голос Патти отличался идеальной ровностью звучания во всём диапазоне — от нижнего до до высокой фа (C4 — F6). Что касается техники, то Челетти отмечал: «Её голос был техническим чудом. Стаккато выполнялись с поразительной точностью даже в самых заковыристых интервалах, легато было безупречно плавным и чистым; она связывала звуки от ноты к ноте, от фразы к фразе, поднимаясь и скользя с исключительной виртуозностью. Хроматические гаммы были обаятельно сладкозвучны, а трель звучала изумительно чётко и уверенно». 

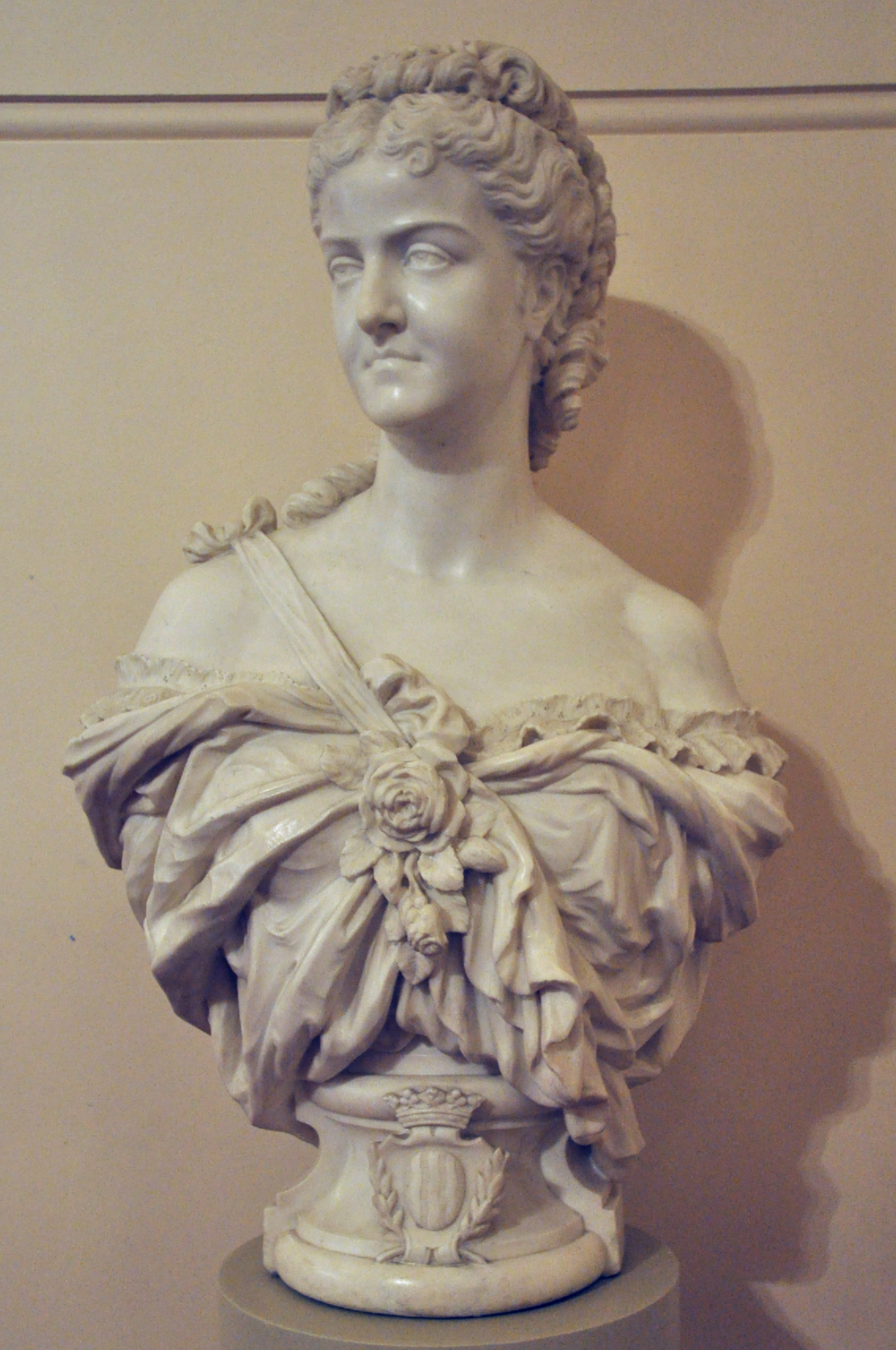
Бюст «маркизы де Ко» (Аделины Патти) в Ковент-Гардене (1869)

Наиболее известные партии: Розина («Севильский цирюльник»), Амина («Сомнамбула» Беллини), Виолетта («Травиата»), Джильда («Риголетто»), Маргарита («Фауст»), Джульетта («Ромео и Джульетта»). В концертах она на протяжении десятилетий исполняла одни и те же номера, остерегаясь нового репертуара. Подобные опасения имели основание: в 1885 году исполнение ею на лондонской сцене новой для неё партии Кармен обернулось провалом.
Ввиду возрастных изменений голоса на излёте карьеры Патти стала исполнять более драматичные партии (в «Африканке» Мейербера, «Аиде» Верди и т. д.) 

### Аудиозаписи
Патти одной из первых певиц стала записывать своё творчество на пластинки. Первые записи ее голоса были сделаны около 1890 года на патефонных цилиндрах для Томаса Маршалла в Нью-Йорке. Ни название записей, ни их количество не известны. Эти первые записи утеряны.
Патти сделала более 30 граммофонных записей песен и оперных арий (некоторые записаны не по одному разу) — плюс одну устную голосовую запись (новогоднее поздравление своему третьему мужу, которое она намеревалась оставить ему на память) — в своем валлийском доме в 1905 и 1906 годах для компании «Gramophone & Typewriter Company» (предшественница EMI Records). К тому времени ей было уже за 60, и ее голос давно вышел из своего расцвета после многих лет напряженной оперной карьеры.
Записанное наследие Патти включает в себя арии из опер «Свадьба Фигаро», «Дон Жуан», «Фауст», «Марта», «Норма», «Сомнамбула» и «Миньона». В США её записи распространяла Victor Talking Machine Company.

## Память о Патти
- Валентин Пикуль посвятил Патти одну из своих «исторических миниатюр» — «Букет для Аделины».
- Оранжерея из имения Патти была в 1918 году перевезена в Суонси и (под названием павильона Патти) до сих пор используется как место проведения камерных концертов.
- В честь певицы назван кратер Патти на Венере.